# Слотвина
Соло́твина — річка в Україні, в межах Золочівського району Львівської області. Права притока Західного Бугу (басейн Вісли).

## Опис
Довжина Слотвини приблизно 21 км, площа басейну 151 км². Річкова долина місцями невиразна, заплава двостороння, подекуди заболочена. Річище звивисте. У середній течії річка приймає чимало меліоративних каналів. 

## Етимологія
Походить із праслов'янського *sъltvina — «багнувате місце; грузьке, кисле, іржаве болото, драговина, мочар», етимологічно споріднене із праслов'янським *sоlь — «сіль»

## Розташування
Витоки розташовані на південний схід від села Ожидова, неподалік від західних схилів Вороняків. Тече переважно на захід рівнинною територією Надбужанської котловини (частина Малого Полісся), впадає в Буг у місті Буську. 
У межах міста Буська річка дуже забруднена.

## Притоки
Праві:
- Молдова